# Justyna Dysarz
Justyna Dysarz (ur. 28 listopada 1981 r. w Lublinie) – polska amazonka, zawodniczka ujeżdżenia, wielokrotna medalistka Mistrzostw Polski, reprezentantka kraju na zawodach międzynarodowych, członkini Kadry Narodowej w latach 1997 – 2007 oraz 2009.

## Osiągnięcia
2015 - srebrny medal - Halowy Puchar Polski Seniorów 
2009 - brązowy medal - Mistrzostwa Polski Seniorów
2008 - złoty medal - Halowy Puchar Polski Seniorów
2007 - brązowy medal - Halowy Puchar Polski Seniorów 
2006 - złoty medal - Halowy Puchar Polski Seniorów 
2005 - złoty medal - Halowy Pucharu Polski Seniorów 
        - 6. m-ce - Mistrzostwa Polski Seniorów 
2004 - 6. m-ce - Mistrzostwa Polski Seniorów 
        - srebrny medal – Halowy Puchar Polski Seniorów 
        - złoty medal - Mistrzostwa Polski LZS Seniorów 
2003 - srebrny medal - Halowy Puchar Polski Seniorów 
        - złoty medal - Mistrzostwa Polski LZS Seniorów 
2002 - srebrny medal - Mistrzostwa Polski Młodych Jeźdźców 
        - złoty medal - Halowy Puchar Polski Młodych Jeźdźców 
        - złoty medal - Halowy Puchar Polski Seniorów 
        - 23. m-ce - Mistrzostwa Europy Młodych Jeźdźców - Pratoni del Vivaro
2001 - srebrny medal - Mistrzostwa Polski Młodych Jeźdźców 
        - brązowy medal - Halowy Puchar Polski Młodych Jeźdźców  
        - 4. m-ce - Halowy Puchar Polski Seniorów 
2000 - złoty medal - Halowy Puchar Polski Młodych Jeźdźców 
        - 5. m-ce - Halowy Puchar Polski Seniorów
        - srebrny medal - Mistrzostwa Polski Młodych Jeźdźców
        - złoty medal - Mistrzostwa Polski LZS Seniorów 
Najważniejsze konie: Sofix, Turyn, Germanik